# Спасо-Влахернський монастир
Спасо-Влахернський монастир — жіночий монастир РПЦ, який розтащовано у селищі Деденево Дмитровського району Московської області РФ.

## Історія
Спасо-Влахернський монастир був заснований 1861 року з ініціативи А. Г. Головіної. Його комплекс постав на місці садиби Головіних. Монастир має своєрідну внутрішню оранізацію, зокрема тут відсутня монастирська площа. Штучний пагорб на її місці розділяє територію на житлову північну частину та південну з досінуючою Спаською церквою. Частина будинків та дерев'яна Дмитрівська церква були розібрані 1864 року. Спаська церква склалась в результаті поступового розширення садибного храму збудованого у 1798–1811 рр. Формування монастиря завершилость у 1890 році будівництвом між храмом і дзвіницею трапезної.
З 1862 року почалось повноцінне життя обителі, до кінця ХІХ століття тут вже діяло три храми. Поруч з десятипрестольним Спаським собором у 1864 році був освячений храм в ім'я Священомученика Дмитрія Солунського. Третій кам'яний цвинтарний храм в честь ікони Божої Матері «Нечаяна радість» перебудований з каплиці Смоленської ікони Божої Матері у 1910–1911 рр. У 1914 році в монастирі було 300 послушниць. У 1922 році монастир був закритий радянською владою, однак сестри організували трудову сільгоспартіль «Влахернська», яку у 1924 році ліквідували через збереження монастирського укладу життя.
1928 року тут розмістили дім інвалідів, який пізніше став санаторієм для учасників війни. Але служби у Спаському храмі тривали, монахині жили в незайнятих приміщеннях. Остаточне закриття монастиря сталось у 1931 році. Тоді ж арештували 42 монахині. Храм Дмитра Солунського згорів у 1939 році. Церква ікони Божої Матері «Нечаяна радість» у 1929 році була пристосована під електростанцію, потім у ній знаходився гараж і склад. Будівля Спаського собору сильно потерпіла в роки ІІ Світової війни, зокрема були втрачені інтер'єри виконані за ескізами В. М. Васнецова.
У 1993 році відновлений та відреставрований храм ікони Божої Матері «Нечаяна Радість», знову відбудований дерев'яний храм Дмитра Солунського. Друге відкриття монастиря відбулось у 2001 році.

## Святині
- Влахернська ікона Божої Матері Одигітрії виготовлена з воскомастики.
- Нерукотворний образ спасителя (за легендою пензля Андрія Рубльова).
- Єрусалимська ікона Божої Матері.
- Ікона Знаменія Божої Матері
- Ікона Нерукотворного Спаса пензля Феодота Ухтомського
- Ікона Вседержителя пензля Феодора Уланова 1507 р.

## Основні споруди
Храми та дзвіниці

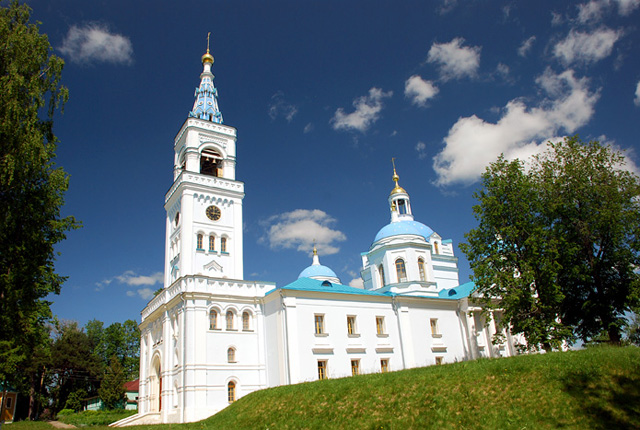
Спасо-Влахернський монастир

1. Собор Спаса Нерукотворного Образа у якому було 10 престолів освячені у 1832–1869 рр.
2. Церква св. Вмч Дмитра Солунського
3. Церква Ікони Божої Матері «Нечаяна Радість»
Інші будівлі
4. Святі ворота
5. Краєзнавчий музей
6. Трапезний корпус
7. Ігуменський корпус
8. Настоятельський корпус
9. Просфорна
10. Келійный корпус (XIX ст.)
11. Іконописна майстерня
12. Монастирський став
13. Колишній готель (початок XX ст.)
14. Колишній лікарняний корпус (початок XX ст.)
15. Стіни та вежі огорожі
16. Пам'ятний хрест роду Головіних

## Подвір'я монастиря
До монастиря також належать Церква Покрови Пресвятої Богородиці у селі Новокарцево та Церква Успіння Пресвятої Богородиці у селі Шуколово

## Адреса та сайт
Монастир розташовано у селі Деденево (Новоспаське) Дмитровського району Московської області.
Офіційний сайт: http://vlaherna.ru [Архівовано 25 березня 2022 у Wayback Machine.]